# Бердичівський машинобудівний завод «Прогрес»

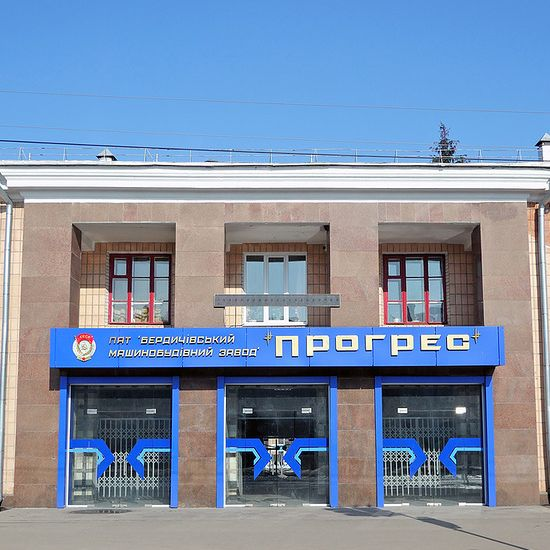
ПАТ "Бердичівський машинобудівний завод «Прогрес», прохідна підприємства

Акціонерне товариство "Бердичівський машинобудівний завод «Прогрес» (АТ "БМЗ «Прогрес») — машинобудівне підприємство у місті Бердичів (Житомирська область, Україна) (не плутати з ТОВ «Бердичівський машинобудівний завод „Прогрес“, м. Київ»).

## Історія
Спочатку — механічний і чавуноливарний завод Л. К. Плахецького, заснований в 1880 році в безпосередній близькості від залізничного вокзалу на Торговій площі. Виробничі цехи і ділянки розміщувалися на ділянці загальною площею 3730 кв. сажнів. Завод був оснащений вагранкою, чотирма ковальськими горнами, сімома верстатами і паровою машиною потужністю 8 к.с. Чисельність робітників становила 30 чоловік, річний обсяг виробництва — до 50 тис. руб.
У перші роки свого існування завод лише ремонтував сільськогосподарський інвентар, а пізніше почав випускати плуги, сівалки, віялки та інші види сільськогосподарської техніки.
Незабаром Плахецькій запрошує в компаньйони купця І. М. Доберського, і підприємство починає функціонувати під назвою "Механічний і чавуноливарний завод Плахецького і Доберського ".
Подальший розвиток завод отримав завдяки посиленому будівництву на Південно-Заході Росії цукрових і винокурних підприємств, млинів, крупорушок і олійниць. Засновники підприємств, які будувалися на той час, починають засипати завод Плахецького і Доберського замовленнями.
Значною мірою розвитку заводу сприяла близькість залізниці, що зв'язала в 1870 році Бердичів з Козятином, потім з Шепетівкою, а в 1896 році — з центром Волинської губернії містом Житомиром.
Масштаби виробництва заводу Плахецького і Доберського постійно розширювалися, і до 1892 року його обладнання вже було представлено двома локомобілями загальною потужністю 16 к.с., двома вагранками, шістьма ковальськими горнами, 17 різними верстатами і двома вентиляторами.
Велика кількість замовлень і обмежені виробничі потужності зажадали докорінної перебудови заводу. Плахецькій і Доберській розширюють територію заводу за рахунок додаткової закупівлі у землевласників площ, що примикають до підприємства. У 1895 році як компаньйон ними запрошується інженер-технолог Н. Ф. Барсуков.
У вересні 1895 року Плахецький, Доберський і Барсуков направили до департаменту торгівлі і мануфактури міністерства торгівлі і промисловості Російської імперії прохання про затвердження проекту статуту «Товариства машинобудівного заводу „Прогрес“».
29 червня 1896 російський імператор Микола II затвердив представлений статут, і на основі цього створюється «Товариство машинобудівного заводу „Прогрес“» з основним капіталом 350 тис. руб. Був випущений пакет акцій в кількості 1400 штук гідністю 350 руб. кожна.
У 1896 році завод значно розширює свої виробничі потужності за рахунок будівництва нових корпусів, споруди механічної майстерні з галеркою площею 864 м², кузні, чавуноливарного заводу з сушарками і вагранками, модельного і міднокотельного відділень і т. д. У 1900 році став до ладу механічний цех, а в 1903 році був здійснений повний перехід підприємства на випуск устаткування для цукрових і рафінадних заводів.
На початку XX століття на зміну колишнім власникам заводу приходять нові, переважно іноземці. Директором-розпорядником суспільства стає швейцарець Ф. Г. Єнні. Директорами правління обираються Г. Г. Єнні і П. І. Гомола. Згодом майже весь основний капітал товариства переходить до рук швейцарців Єнні.
На заводі переважала ручна праця. Транспортування матеріалів, заготовок і деталей здійснювалося або вручну, або за допомогою візків. Тривалість робочого дня становила 11-12 годин. За важку працю кваліфіковані робітники отримували за день 1 крб. 25 коп., чорнороби — 80 коп., а учні — 30-40 коп. Низька заробітна плата урізалася хазяйськими майстрами шляхом різних штрафів.
У цехах була відсутня вентиляція, через що працювати доводилося в клубах диму, пилу і задушливих газів. Акціонери не вживали ніяких заходів для поліпшення умов праці робітників, збільшуючи свої прибутки за рахунок посилення їх експлуатації.
Поодинокі протести робітників проти сваволі адміністрації успіху не мали. Крім того, протести ці могли обернутися для робочого реальною загрозою бути викинутим за ворота заводу, де в пошуках будь-якої роботи стояла ціла юрба зубожілих городян і безземельних селян з навколишніх сіл.
Вибухова у 1900–1903 роках світова економічна криза, що захопила і царську Росію, надзвичайно негативно позначилася на і без того жалюгідне становище робітників заводу. Різко знизилася заробітна плата. Адміністрація безперервно звільняла робітників, залишаючи їх сім'ї без засобів до існування.
З 13 серпня 1903 року почалися масові страйки робітників з вимогами скорочення робочого дня, поліпшення умов праці та підвищення заробітної плати.
Виступи робітників заводу завдали значного удару по прибутках акціонерів. Основний капітал товариства знизився з 350 тис. руб. до 280 тис. руб., курс акцій впав з 250 руб. до 200 крб. Акціонери шукали вихід із глухого кута, прагнули зміцнити економіку товариства, яка значно похитнулася. До того часу переважна більшість акцій перейшла до рук швейцарців Єнні. На зборах, які відбулися в 1910 році, акціонери приймають рішення про порушення клопотання перед міністерством торгівлі і промисловості про збільшення основного капіталу на 170 тис. руб. і додатковий випуск пакета акцій на цю суму вартістю 200 руб. кожна.
Це клопотання знайшло в міністерстві підтримку, завдяки чому акціонерам вдалося поправити економічне становище, здійснивши перехід на випуск устаткування для цукрових заводів: резервуари, випарні й вакуумні апарати, бродильні чани та апарати для пивоварних і винокурних заводів, апарати Пасбурга, вагонетки, конденсатори, жолоби , бурякові мийки, транспортери, бурякові і жимові шнеки, сушарки, елеватори, підйомники, різні будівельні металоконструкції (ферми, колони, сходи, огорожі та ін.).
Верстатний парк складався з 44 токарних верстатів, 11 стругальних, 4 довбальних, 24 свердлильних та інших. Для виготовлення заклепок були три приводних молоти. У ливарному цеху працювали дві вагранки.
Енергетичне господарство було представлено газогенераторними моторами загальною потужністю близько 120 к.с., за допомогою яких приводилося в дію металообробне обладнання. Електричне освітлення забезпечували динамомашини, які приводяться в дію газовим мотором потужністю 30 к.с.
У 1900–1912 роках завод брав участь у будівництві та оснащенні цукрових заводів у Ашехе (Манчжурія), Гарбовського, Киселевського, Корюківського, Мезенівського, Одеського, Супрунівського, Федорівського, Черкаського і Шепетівського, повністю обладнав Ярошевський, Янушпольський, Набутовський, Пенський і Рижавський цукрові заводи, а також Білоколодязький і Кашперівський рафінадні. Понад 120 цукрових підприємств складалися замовниками продукції, що випускалася заводом.
У 1913 році було виготовлено промислової продукції на суму 1477266 крб.
З початком у липні 1914 року Першої світової війни завод отримав великі військові замовлення від Петроградського окружного артилерійського управління, Михайлівського (Шостенського) порохового заводу, Самарського (Сергієвського) заводу вибухових речовин, товариства Московсько-Київсько-Воронезької залізниці та ін. Тільки Петроградське окружне артилерійське управління розмістило замовлення на виготовлення 300 тис. тридюймових фугасних гранат.

Пам'ятник робітникам заводу «Прогрес» загинувшим під час німецько-радянської війни.

На виконання військових замовлень потрібна корінна перебудова виробництва. У 1914–1915 роки вводяться в експлуатацію снарядний і котельний цехи. Для обробки корпусів гранат встановлюється металообробне обладнання на суму 400 тис. руб. У 1915 році будується споруда електросилової станції, і енергетична база поповнюється дизелем Нобеля потужністю 160 к.с. і дизелем Фельзера потужністю 70 к.с., а також генераторами загальною потужністю 95 кВт. Роком пізніше, в 1916 році, для прискорення відвантаження військових замовлень на завод прокладається залізнична гілка.
У 1996 році — через 100 років — вдруге відбулося акціонування заводу.
На підприємстві з 14 березня 1996 року впроваджена і діє сертифікована Система управління якістю у відповідності з ISO 9001. У 2017 році система управління якістю сертифікована на відповідність ISO 9001:2015.
У 2000 році створено Торговий Дім заводу «Прогрес».

## Сьогодні
2007 завод закінчив із чистим прибутком 4,165 млн гривень, збільшивши чистий дохід на 67,42 % або на 40,232 млн гривень до 99,906 млн порівняно з 2006 роком.
За підсумками 2008 року БМЗ «Прогрес» збільшив чистий дохід від реалізації продукції на 21 % в порівнянні з 2007 роком — до 120,78 млн грн., чистий прибуток зріс на 18 % — до 4,91 млн грн.
2009 рік завод завершив з чистим прибутком у розмірі 0,262 млн грн., що в 18,7 рази менше аналогічного показника 2008 року (4,91 млн грн.).
Станом на 11 грудня 2008 року 13,02 % акцій заводу належить компанії «Торговий дім заводу „Прогрес“»(Київ), 61,14 % — компанії «Укртехуглерод»(Київ) і 9,58 % — холдингової компанії «АвтоКрАЗ».
Завод поставляє устаткування багатьом підприємствам України і країн СНД, а також у США, Німеччину, Ізраїль, Китай, Іран, Індію, країни Східної Європи, Туреччину.
На території ПАТ «Бердичівський машинобудівний завод „Прогрес“» та міста Бердичева восени 2008 року знімалися кадри художнього фільму «У Париж!» (Робоча назва «Батя», компанія «Піраміда», режисер Сергій Крутін, у ролях — Юрій Степанов, Поліна Кутепова, Ярослав Жалнін, Георгій Дрозд, Валерія Ходос, Євген Єфремов), що вийшов на екрани кінотеатрів в 2009-му році.

## Важливі події

### Ювілей БМЗ «Прогрес»
У дні з 23 по 25 вересня 2010 року тривало святкування 130-річного ювілею Бердичівського машинобудівного заводу «Прогрес», приурочене до Дня машинобудівника. Захід проходив на площі перед міським Палацом культури, зібравши величезну кількість «прогресантів» та жителів Бердичева, які змогли насолодитися енергією Бердичівського машинобудування, що вирувала у повітрі. Крім святкового концерту, городяни мали можливість спостерігати спортивну естафету, перемогу в якій здобула команда з Ливарного комплексу заводу «Прогрес». По закінченню заходу всі попрямували до Палацу культури з метою перегляду відеофільму «Прогрес», знятого кінокомпанією «Вік» на замовлення керівництва машинобудівного підприємства.

### Виробництво найбільшого фільтра
30 серпня 2009 року підприємство представило свою нову розробку фільтр-прес КМПм-196. Як результат заводом було отримано диплом та приз переможця Всеукраїнського конкурсу якості «100 найкращих товарів України» на регіональному рівні. Це ще раз довело правильність політики та стратегії вищого керівництва підприємства та ТОВ "ТД заводу «Прогрес», яка направлена на задоволення вимог та очікувань споживачів за рахунок проектування нових конструкцій та технологій і забезпечення конкурентних переваг на ринках різних країн. 22 жовтня 2010 року фільтр-прес КМПм-196 був успішно введений в експлуатацію. На сьогодні він є найпередовішим обладнанням даного типу у світі.

### ВАТ "БМЗ «Прогрес» стало публічним акціонерним товариством
10 квітня 2012 р. за результатами чергових зборів акціонерів Бердичівський машинобудівний завод «Прогрес» з відкритого акціонерного товариства (ВАТ) перетворений в публічне (ПАТ).
ПАТ «БМЗ« Прогрес» стало акціонерним товариством
15 квітня 2019 р. за результатами чергових зборів акціонерів Бердичівський машинобудівний завод «Прогрес» з публічного акціонерного товариства (ПАТ) перетворений в акціонерне товариство (АТ).

## Основні види діяльності
Виробництво фільтрувального та ємнісного обладнання, апаратів з обертовими барабанами, запірної арматури, прес- і ливарних форм для гуми та пластмас, елементів посудин під тиском, перфорованих металевих листів, виробництво поковок, чавунного, кольорового та високолегованого сталевого литва для підприємств вугільної, гірничорудної, нафтогазової, хімічної, нафтохімічної, хіміко-фармацевтичної, металургійної, будівельної, машинобудівної, легкої та харчової промисловості, підприємств енергетики та комунального господарства, товарів народного споживання для населення, а також виготовлення деталей та вузлів за документацією або за зразками замовників.

## Продукція
- Фільтри для розділення суспензій на тверду та рідку фази (ємнісні, дискові, стрічкові, листові, патронні)
- Фільтри для очищення запиленого повітря (електрофільтри, фільтри рукавні)
- Фільтр-преси (камерні (баштові та горизонтальні), рамні, стрічкові)
- Солерозчинювачі, стрічкові змішувачі, апарати з перемішуючими пристроями, деструктори
- Апарати з барабанами що обертаються (сушарки, печі, холодильники, кристалізатори, коагулятори)
- Запорна арматура (засувки шиберні, клапани перетискні)
- Прес- та ливарні форми для гуми і пластмас
- Елементи посудин під тиском (днища, фланці, штуцери)
- Перфоровані металеві листи
- Поковки
- Чавунне, кольорове та високолеговане сталеве литво
- Причепи для легкових автомобілів
- Побутові та промислові опалювальні котли
- Промислові металоконструкції
- Деталі та вузли по документації або зразкам замовників